# 寄合町
寄合町(よりあいちょう)は、群馬県太田市にある町丁。郵便番号は、379-2303。

## 概要
以前は、旧藪塚本町内であったが、太田市と合併し現在の形となった。

## 地理
旧藪塚本町の中で最も人口、世帯数が少ない。町内は県道332号が中央を縦貫しており、工場が隣接している。

### 寄合町内の区
寄合町（藪塚地区）の行政区の一覧。
| 地区     | 行政区 | 読み     | 区域       |
| -------- | ------ | -------- | ---------- |
| 藪塚地区 | 寄合   | よりあい | 寄合町全域 |

### 近隣町丁
- 山之神町
- 藪塚町
- 新田小金町
- 新田野倉町
- 新田天良町
- 西長岡町

## 世帯数と人口
2020年（令和2年）9月30日現在の世帯数と人口は以下の通りである。旧藪塚本町の中で最も人口、世帯数が少ない。
| 町丁   | 世帯数 | 人口  |
| ------ | ------ | ----- |
| 寄合町 | 77世帯 | 159人 |

## 小・中学校の学区

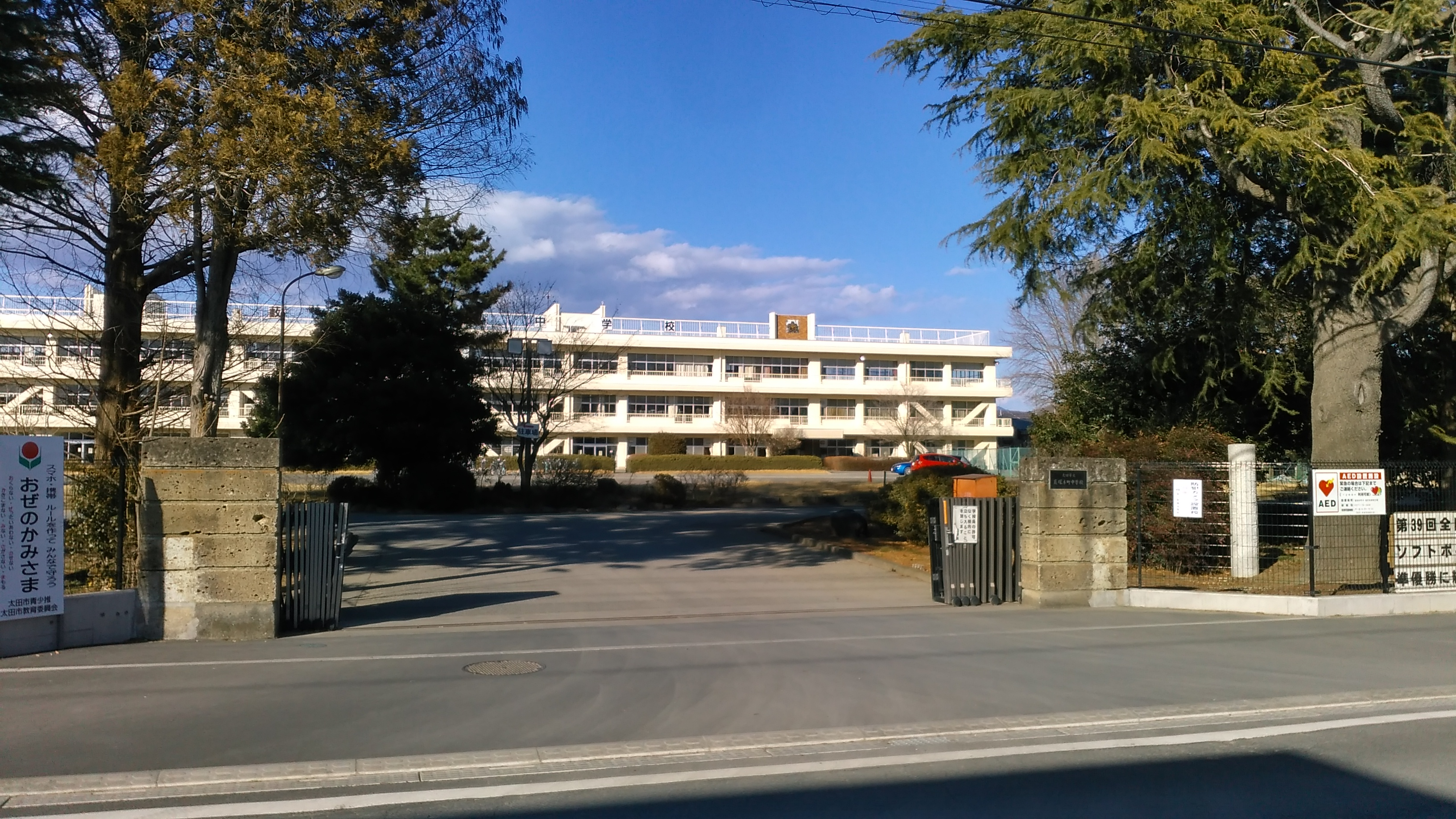
太田市立藪塚本町中学校

市立小・中学校に通う場合、学区は以下の通りとなる。
| 町丁        | 小学校                 | 中学校                 |
| ----------- | ---------------------- | ---------------------- |
| 寄合 (全域) | 太田市立藪塚本町小学校 | 太田市立藪塚本町中学校 |

## 交通

### 鉄道
町内に鉄道駅はない。

### バス
町内を通るバス路線はない。

### 道路
- 群馬県道332号